# Caterina (meccanica)
La caterina è una ruota dello scappamento a verga.
La caterina ha denti a sega posti perpendicolarmente al piano della ruota stessa, che ingrana nelle palette della verga. Il vocabolo, usato comunemente nel XVII secolo, deriva dall'iconografia medievale del martirio di Santa Caterina d'Alessandria, dove lo strumento di tortura è spesso raffigurato con due ruote dentate, simili a quelle dell'antico scappamento a ruote gemelle.